# Izabela Zbiegniewska
Izabela Zbiegniewska, właściwie Florentyna Izabella Zbiegniewska (ur. 6 czerwca 1830 w Ostrołęce, zm. 18 czerwca 1914 we Włocławku) – polska pedagog, działaczka społeczna, publicystka i pisarka, związana z grupą tzw. Entuzjastek. Wieloletnia dyrektorka pensji we Włocławku. Przewodnicząca włocławskiej Rady Opiekuńczej oraz Komitetu Opieki nad Więźniami w czasie powstania styczniowego.

## Życiorys

### Pochodzenie i edukacja, 1830-45

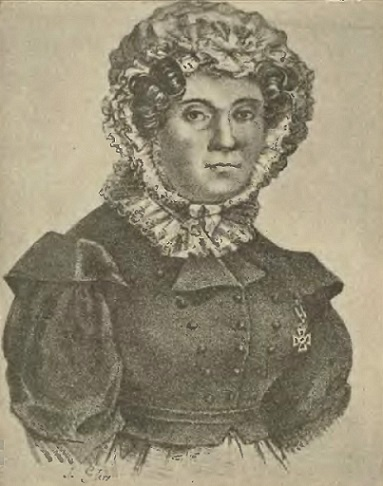
Pierwszą idolką Zbiegniewskiej była Joanna Żubrowa, pierwsza kobieta odznaczona Orderem Virtuti Militari

Urodziła się w Ostrołęce, w rodzinie pracownika sądowego Walentego i Wiktorii  II voto Strusińskiej (1809-1882). Jej dziadkami byli Tomasz Zbiegniewski (ok. 1757-1827) i Benigna z Kapuścińskich (ok. 1755-1850), obywatele Włocławka, posiadacze przywileju na tutejsze role szpitalne oraz kilku nieruchomości. Tomasz był tkaczem, członkiem Cechu Szewców. Po zajęciu miasta przez Napoleona, w latach 1807-1810 był jednym z trzech ławników miejskich, sprawujących władzę we Włocławku do utworzenia nowej Rady Miejskiej. Izabela miała dwóch starszych braci. Jej stryjecznym bratem był Marcelli Wojciech (1823-1886), pradziadek Władysława Bartoszewskiego (1922-2015), błędnie przedstawiany przez swoich potomków jako rodzony brat Izabeli. Faktycznie Marceli był synem Sekretarza Obwodu Kujawskiego Waleriana Jana (1795-1862), rodzonego brata Walentego, i jego żony Teofili Marianny z Leszczyńskich (1800-1886). Profesor Bartoszewski, a także jego cioteczny brat, bibliotekarz i urzędnik kolejowy Andrzej Ryszard Antoni Zbiegniewski (1931-2014) będą wspominać później, że w ich rodzinie postać ciotki była otaczana kultem, a o jej wkładzie w ruch patriotyczny opowiadano sobie z pokolenia na pokolenie. Bartoszewski podkreśla, że w świadomości jego matki Beaty ze Zbiegniewskich Izabela była najbardziej znaczącą postacią ich rodziny. Innymi zasłużonymi członkami rodu byli m.in. stryj ksiądz Józef Zbiegniewski (ok. 1801-1851), proboszcz parafii w Szadku i brat stryjeczny Juliusz Teofil Zbiegniewski (ur. 1828), burmistrz Aleksandrowa Łódzkiego. Zbiegniewscy byli opisywani jako rodzina szlachecka. W opinii Władysława Bartoszewskiego była to rodzina zubożała, wręcz biedna. Po wybuchu powstania listopadowego rodzina musiała opuścić Ostrołękę. Ojciec pozostał na miejscu, gdzie wkrótce później zmarł. W dorosłym życiu Izabela Zbiegniewska często wspominała postać ojca, chociaż nie mogła go pamiętać. Wiktoria Zbiegniewska wraz z dziećmi w maju 1831 roku zamieszkali we wsi Wikłów koło Kruszyny, gdzie mieszkali jej rodzice. Matka nie poświęcała Izabeli zbyt wiele uwagi, większy wpływ na jej wychowanie miała babka, dzięki czemu dziewczyna miała wiele swobody. Dziewczyna dużo czasu spędzała na czytaniu książek z bogatej biblioteki dziadka. Zaprzyjaźniła się z żoną leśnika pobliskiego lasu, panią Joanną Żubr, pierwszą kobietą odznaczoną Orderem Virtuti Militari za udział w wojnach napoleońskich. Kobieta-żołnierz stała się ideałem dla młodej dziewczyny.

#### Uczennica pensji Emilii Filleborn, 1839-45
W wieku 7 lat rozpoczęła pobieranie nauki w Żytniewie, zaś w wieku 9 lat rozpoczęła naukę w prywatnej pensji w Kaliszu. Następnie została przeniesiona do prywatnej pensji Emilii Filleborn, późniejszej Stanczukowskiej (zm. 1892), także w Kaliszu, początkowo przy placu św. Józefa, a później przy alei Józefiny. Filleborn wychowywała swoje uczennice w duchu patriotycznym, czytały polską beletrystykę i poezję. W przyszłości Zbiegniewska przekaże te wartości uczennicom swojej własnej pensji we Włocławku. Szkoła stała na wysokim poziomie nauczania, co potwierdzali liczni wizytatorzy. Dużą wagę przykładano tu do nauki religii z moralnością, historii oraz języka polskiego i obcych, tj. niemieckiego i francuskiego. Uczennice wprawiały się w pisaniu poprawnych stylistycznie wypracowań w kilku językach. Nauczyciele z reguły nie korzystali z podręczników, sami przygotowując wykłady. Zbiegniewska była pilną uczennicą, docenianą przez grono pedagogiczne i dyrektorkę. Lubiła dużo czytać. We wspomnieniu opublikowanym w 1898 r. wśród nauczycieli, którzy wywarli na nią największy wpływ wymieni ks. Piotra Kobylińskiego. Uczył religii i moralności, a w zastępstwie także j. niemieckiego. Na młodej Izabeli duże wrażenie robiły jego nauki moralne kierowane do ludności przed Kościołem, wygłaszane przystępnym, swojskim językiem. Duży wpływ na jej osobowość wywarła także dyrektorka. Zbiegniewska opisuje, że cieszyła się na tyle dużym szacunkiem wśród uczennic, że napomnienie z jej ust działało na nie skuteczniej niż kara. W ten sam sposób Zbiegniewska zostanie zapamiętana później przez własne uczennice. Dyrektorka starała się wskrzesić w dziewczynach duch rywalizacji, np. poprzez cotygodniowe odznaczanie najpilniejszej i najschludniejszej dziewczyny kokardą lub przeprowadzając coroczne konkursy na najlepiej prowadzącą się pensjonarkę. Oprócz nauki, w jej pensji było także miejsce na rozrywki, takie jak coroczny bal karnawałowy czy majówki. Z okazji świąt Filleborn poddawała temat na sztukę teatralną, do której uczennice tworzyły akcje i dialogi. Na prapremierach gościły ważne osobistości. Dzięki temu Zbiegniewska po raz pierwszy w życiu zainteresowała się teatrem. Jej talent zauważył dyrektor przejezdnej trupy Niwiński, który proponował jej wstąpienie do swojego zespołu. Emilia Filleborn prowadziła w swoim domu salon otwarty, na którym bywali znani artyści i działacze oświatowi. Jego prowadzenie kontynuowała także po ślubie ze szkolnym lekarzem Walentym Stanczukowskim w 1850 roku. Wystawiano tu teatry i recytowano poezję, a nawet wybywano na wycieczki za miasto i spływy łódkami po Prośnie. Tu Izabela Zbiegniewska poznała Kazimierza Wóycickiego i Józefa Korzeniowskiego. Stanczukowscy gościli też Tomasza Potockiego, Kazimierza Stroczyńskiego, Apolinarego Kątskiego i Adama Suzina. W przyszłości Zbiegniewska sama poprowadzi salon otwarty we Włocławku. Inną postawą, którą przejęła po swojej dyrektorce było prowadzenie korepetycji do późnej starości. Oprócz tego dyrektorka została matką chrzestną Izabeli Zbiegniewskiej, która ponowiła swój chrzest, gdyż po urodzeniu otrzymała jedynie chrzest z wody z powodu trwających pod Ostrołęką walk.

### Nauczycielka w Kaliszu, 1845-51
Po ukończeniu pensji w 1845 roku, rozpoczęła w niej pracę jako wychowawczyni. Pracowała tu do 1850 roku. Wtedy to na skutek denuncjacji prezydenta Kalisza Sylwestra Stróżewskiego, który wykorzystał jako świadka uczennicę pensji, swoją córkę Paulinę, władze zamknęły szkołę za propagowanie postawy antypaństwowej. Emilia Filleborn została skazana na pół roku zamknięcia w klasztorze. Paulina Stróżewska oskarżyła także Izabelę Zbiegniewską, której jednak nie aresztowano, bo uczennica nie zapamiętała nazwiska nauczycielki.
Pracując jako nauczycielka, Izabela Zbiegniewska organizowała szkolne spektakle. Okazyjnie także w nich występowała. W tym okresie nawiązała liczne kontakty towarzyskie, m.in. Teofilem Lenartowiczem i Józefem Ignacym Kraszewskim. Równolegle rozpoczęła naukę w Warszawie. W 1851 roku złożyła egzamin z nauk pedagogicznych i humanistycznych, uzyskując tym samym dyplom nauczyciela. Jej egzaminatorem był wspomniany wyżej Józef Korzeniowski. Jeszcze po ukończeniu szkoły utrzymywała kontakty w Kaliszu, czego dowodzi list wysłany przez nią stąd już pod koniec 1852 roku. W tym czasie matka Izabeli wraz z jej ojczymem wyjechali do Warszawy.

### Nauczycielka w Warszawie, 1851-56
Po ukończeniu szkoły, zamieszkała w Warszawie, gdzie utrzymywała się z prywatnych korepetycji. W tym czasie zamieszkała z nią matka, którą Zbiegniewska utrzymywała wraz z czwórką swojego młodszego, przyrodniego rodzeństwa.
W Warszawie Zbiegniewska zaangażowała się w działania lokalnego ruchu patriotyczno-społecznego. Była m.in. członkinią Patronatu Kobiet nad Więźniami Cytadeli Warszawskiej. Zbiegniewska była naocznym świadkiem wykonywanych na stoku cytadeli egzekucji. Zaprzyjaźniła się z Narcyzą Żmichowską, poprzez którą dołączyła do grupy feministek tzw. Entuzjastek. W przyszłości Żmichowska będzie często odwiedzała Zbiegniewską we Włocławku. Kobiety prowadziły ze sobą bogatą korespondencję, w której Żmichowska zwierzała się z najpoufniejszych sekretów. Zbiegniewska podpisywała listy swoim pseudonimem literackim Ella, Żmichowska nazywała ją czasem też Elliną. Zażyłe stosunki łączyły ją również z Marią Ilnicką. Prowadziła korespondencję z Konstantym Ruszkowskim (1822-1891), należącym do spiskowej grupy patriotycznej tzw. Organizacji 1848 roku. Był mężem stryjecznej siostry Zbiegniewskiej, Izabeli Marianny (1824-1867), córki wspomnianego wyżej Waleriana. W 1853 r. Ruszkowski został zesłany na Syberię. Nauczycielka wymieniała listy także z innymi Sybirakami. Uczęszczała na msze patriotyczne prowadzone przez księży Benvenuto Majewskiego i Prokopa Leszczyńskiego, współpracującymi z Entuzjastkami.

### Dyrektorka pensji we Włocławku, 1856-76

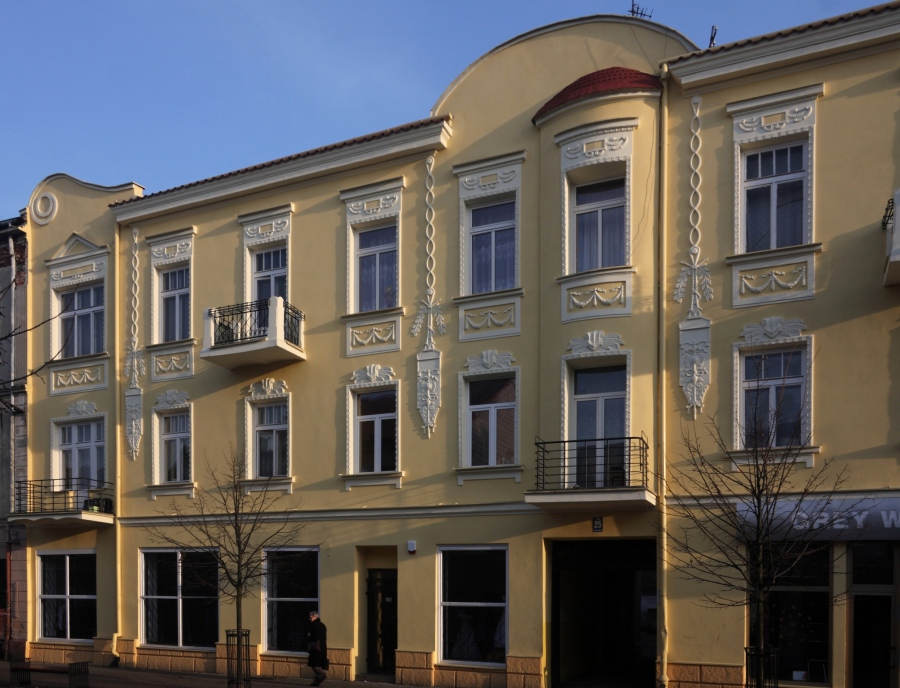
Kamienica przy ul. 3 Maja 25 we Włocławku była pierwszą lokalizacją pensji Zbiegniewskiej

W 1856 roku na krótki okres powróciła do Kalisza, po czym przeprowadziła się do Włocławka, gdzie objęła placówkę po likwidacji pensji p. Agnieszki Büfle w domu Vaedtkego przy ul. Nowej 25 (dzisiejszej ulicy 3 Maja). Wkrótce Zbiegniewska przeniosła szkołę do domu u zbiegu ulicy Łęgskiej ze Starym Rynkiem. Później przeniesiono ją do domu kupca i bankiera Lewina vel Lewińskiego przy ul. Nowej 9 (róg ulicy Cyganka 17). Według Andrzeja Winiarskiego szkoła przez cały okres swojego istnienia w latach 1856-76 mieściła się w domu na rogu ulicy Nowej i Cyganki. Janina Górniak w swojej pracy pt. Panna Izabela twierdzi, że szkoła mieściła się kolejno w trzech wymienionych wyżej lokalizacjach. W 1860 roku Zbiegniewska przejęła uczennice trzyklasowej pensji Joanny Sowińskiej, zamkniętej z powodu śmierci dyrektorki. Początkowo szkoła zatrudniała 5 osób (dwie guwernantki i trzy podguwernantki) i kształciła 60 dziewczyn. Po przeniesieniu placówki oraz przyjęciu do nich uczennic niemieszkających w internacie, liczba ta wzrosła do ponad stu osób.
Zbiegniewska kształciła dzieci w duchu patriotycznym. Osobiście i jako jedyna nauczycielka uczyła polskiego języka i historii, które były wówczas zakazane. Zapoznawała dzieci z polską, ale też światową literaturą, np. z mitologią grecką i rzymską. Udostępniała uczennicom swoją bogatą bibliotekę. Szkoła wyróżniała się wysokim poziomem nauczania. Zatrudniano tu najlepszych nauczycieli z miejscowego gimnazjum, którzy jednak nie zawsze spełniali pokładane w nich nadzieje. Jedna z uczennic, późniejsza nauczycielka i społeczniczka Helena Tarczyńska najlepiej wspomniała nauczycielki Jadwigę Baraniecką i Feliksę Konwerską, przede wszystkim zaś samą Zbiegniewską, która wywarła znaczący wpływ na jej życie. Później sama przez kilka lat uczyła w tej szkole. Zbiegniewska promowała odpowiedzialny styl życia, krytykowała takie wady jak życie ponad stan, niepraktyczność czy brak poszanowania dla prawa. Istotnym elementem wychowania było angażowanie dziewczyn w różne akcje organizowane przez szkołę, jak pomoc biednym czy organizacja podwieczorków dla ubogich dzieci. Opowiadała się przeciwko antysemityzmowi. Wierzyła, że asymilacja narodowa Żydów jest możliwa. Uczyła Żydówki i współpracował z ich rodzicami, starając się zaszczepić w nich poczucie narodowej tożsamości z Polakami. Jednym z nich był np. księgarz H. Neumann, zaangażowany w wydawanie treści patriotycznych. Według wspomnień jednej z uczennic, nauczycielka cieszyła się tak dużym szacunkiem, że nigdy nie musiała podnosić na nie głosu, zaś nagana z jej strony uchodziła za najsroższą karę. Jednocześnie cechowała się bardzo łagodnym i wyrozumiałym usposobieniem. Niektóre dziewczyny pochodzące ze wsi specjalnie przeprowadzały się do Włocławka, by pozostawać pod wpływem swojej mentorki. Pierwsze pokolenie wychowanek, po wyjściu za mąż i urodzeniu dzieci, z reguły także oddawały swoje córki do pensji Zbiegniewskiej, a później na tajne korepetycje do niej. W ten sposób zaistniały trzy, a czasem nawet cztery pokolenia jej uczennic.
Od samego początku pracy Zbiegniewskiej we Włocławku, rosyjskie władze szukały pretekstu do zamknięcia pensji. Pierwszą próbę podjęto po upadku powstania styczniowego. Dyrektorka przyjęła nieodpłatnie dwie dziewczyny z Litwy, poprosiła też dotychczasowe uczennice o wsparcie dla nowych, np. poprzez pomoc w nauce i pożyczanie podręczników. Majątki ich rodzin zostały skonfiskowane w ramach represji za udział w powstaniu. Zbiegniewska wsparła przedsiębiorstwo prowadzone we Włocławku przez ojców uczennic. W 1870 roku jej pensję zmniejszono z 5-klasowej do 3-klasowej. Ostatecznie pensję Zbiegniewskiej zamknięto w 1876 roku. Oficjalnym powodem było oplucie portretu cara przez jedną z uczennic, co wydało się dopiero w kilka miesięcy po fakcie, gdy jedna z dziewczyn zazdrosna o jej nagrodę za dobre oceny doniosła na nią władzom. Wydarzenie było szeroko komentowane wśród lokalnej społeczności. Pensję przejęła po niej Aleksandra Hecker (późniejsza Aspis), która kontynuowała jej dzieło. Do 1876 roku Zbiegniewska wykształciła 400 dziewczyn.
Oprócz działalności edukacyjnej prowadziła także działalność społeczną. Z pomocą arcybiskupa mohylewskiego Antoniego Fijałkowskiego otworzyła Szpital Miejski we Włocławku. Przy jej współudziale powstały w mieście m.in. instytucje kulturowe jak teatr i pierwsza miejska biblioteka oraz straż ogniowa i tajne jadłodajnie.
W tym czasie była zameldowana razem ze swoją niezamężną ciotką Moniką Katarzyną Zbiegniewską (1793-1873) w murowanym domu o numerze hipotecznym 263 przy Starym Rynku we Włocławku, należącym do Jana Jabłońskiego, a później Józefa Wolfina.

#### Pomoc powstańcom styczniowym, 1860-1914

##### Pomoc generałowi Bechi i jego rodzinie

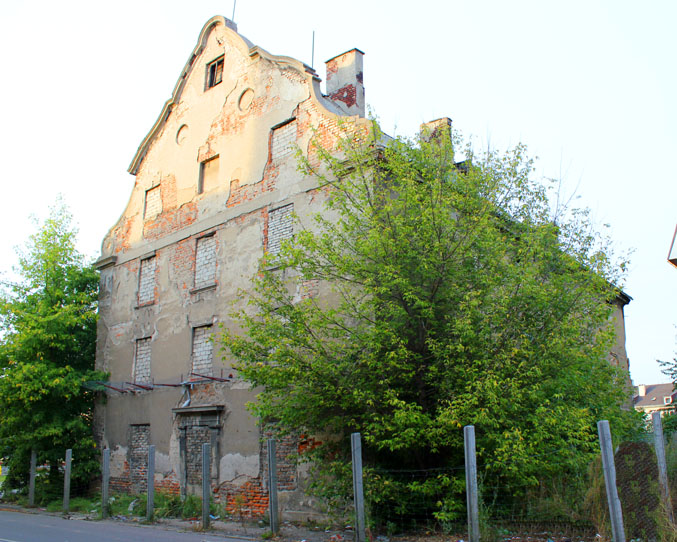
Więzienie carskie z okresu powstania styczniowego przy ul. Stodólnej 80 we Włocławku

Już w 1860 roku Zbiegniewska założyła i została pierwszą przewodniczącą Komitet Opieki nad Więźniami. W czasie powstania styczniowego organizacja ta, za przyzwoleniem pułkownika Jerzego Schilder-Schuldnera, opiekowała się powstańcami uwięzionymi w więzieniu przy ul. Stodólnej 80 we Włocławku. Kobiety pocieszały więźniów, towarzyszyły im w chwili egzekucji oraz zaopatrywały w odzież i pieniądze, gdy skazanych zsyłano na Syberię. Organizowały zbiórki wśród mieszkańców w celu zakupu pożywienia dla więźniów. Szczególną troską otoczono generała Stanisława Bechiego, skazanego na śmierć przez rozstrzelanie, a nawet zatrudniały kucharki. Zbiegniewska wraz z innymi członkiniami ruchu odwiedzała generała codziennie, przynosząc mu pożywienie, przyrządy do pisania, książki i kwiaty, przekazując listy, a nawet piorąc ubrania i cerując bieliznę. Przekazała mu zdjęcie żony z dziećmi, które dotarły do więzienia z opóźnieniem i było przetrzymywane przez tutejszych strażników. Jak się później okazało, oficer, gdy przekazał Zbiegniewskiej zdjęcie sam był członkiem organizacji spiskowej. Rozmowy odbywały się w języku francuskim. W celu ułatwienia pomocy namawiała go do ujawnienia denuncjanta, jednak bezskutecznie. Podejrzewała, że Bechi nie chce ujawnić nazwiska donosiciela, bo mogła to być właścicielka wsi w której się ukrył, z którą połączyło go uczucie. Dyrektorka apelowała o do wpływowych osób o wstawiennictwo u cara Aleksandra II za włoskiego generała. Wysłała listy m.in. do ambasadorów Francji i Włoch w Sankt Petersburgu, Namiestnika Królestwa Polskiego Fiodora Berga i cesarzowej Francji Eugenii. Poprzez konsulat francuski skontaktowała się z posłem włoskim w Sankt Petersburgu i osobistym znajomym Bechiego, margrabią Pepolim. Ten na jej prośbę zainterweniował u cara, którego spotkał w trakcie balu o zawieszenie egzekucji i złagodzenie wyroku. Prośba prawdopodobnie została rozpatrzona pozytywnie, lecz wyrok wykonano zanim odpowiedź nadeszła do Włocławka. Zbiegniewska wraz z Emilią Bock i Cecylią Różańską towarzyszyły Bechiemu przez trzy ostatnie godziny jego życia. Z początku nie miały na to pozwolenia, ale ostatecznie zezwolono im towarzyszyć mu aż do samej egzekucji.
Giuseppe Garibaldi, który zgodził się na przysłanie do Polski grupy włoskich oficerów, w tym Bechiego, podziękował w liście Izabeli Zbiegniewskiej za jej starania o ułaskawienie generała i opiekę roztoczoną nad nim do samej śmierci. Przed egzekucją Bechi pozostawił Zbiegniewskiej książkę Voyages historiques et littéraires en Italie z dedykacją dla swojej opiekunki, listy do rodziny, fotografie i rzeczy osobiste (zegarek, obrączka, medalion, dwie złote monety). Książka znajduje się dziś w Muzeum Warszawy. Rzeczy osobiste odesłano rodzinie, wraz z garścią ziemi z mogiły zabitego. Nauczycielka wraz z dwiema innymi członkiniami Komitetu Opieki nad Więźniami napisała list do Julii z Paganich, wdowy po Bechim, w którym dokładnie zrelacjonowała ostatnie dni życia i egzekucję generała, oraz starania poczynione w celu jego uwolnienia. List ten poruszył włoskiego poetę Luigi Mercantiniego, co uwiecznił w jednym ze swoich wierszy. Jeszcze w grudniu 1863 roku zaczęła współorganizować pomoc finansową dla wdowy i jego dwójki dzieci, 6-letniego Guido (Gwidona) i 4-letniej Luizy (Elizy). Zbiórka była organizowana także na terenie pruskiego oraz austriackiego zaboru i była prowadzona do śmierci Zbiegniewskiej w 1914 roku. W pomoc dla rodziny Bechiego próbowała zaangażować m.in. Marię Konopnicką. Dzięki darowiznom Guido ukończył studia na Uniwersytecie Edynburskim. Włocławianka przez wiele lat korespondowała z Julią Bechi. Izabela Zbiegniewska była inicjatorką stworzenia płaskorzeźby przedstawiającej egzekucję generała Bechiego, wykonaną przez jej znajomego Teofila Lenartowicza, mieszkającego wówczas we Florencji. Scena przedstawiona na płaskorzeźbie została odtworzona w oparciu o relację Zbiegniewskiej, naocznego świadka rozstrzelania generała. Przedstawia skazańca z porzuconą rogatywką naprzeciw oczekującego na wydanie wyroku plutonu egzekucyjnego, żołnierza odczytującego wyrok i kopiącego grób grabarza. Tablica znajduje się obecnie w Kościele Santa Croce we Florencji. W 1924 roku Rada Miejska miasta Florencji zleciła dokonanie odlewu tablicy i podarowanie jej miastu Włocławek, w celu umieszczenia jej na cokole nowo powstałego pomnika upamiętniającą egzekucję generała i jego towarzyszy. Przy okazji odsłonięcia pomnika, delegacja włoska złożyła wieniec na grobie Zbiegniewskiej. Monument został zniszczony w czasie II wojny światowej, ale sama płaskorzeźba ocalała. Po wojnie przechowywano ją w Muzeum Ziemi Kujawskiej i Dobrzyńskiej we Włocławku, do momentu odtworzenia pomnika.

##### Pozostała aktywność
W czasie powstania styczniowego dowodziła Radą Opiekuńczą. W latach 1863–64 była członkinią Cywilnej Tajnej Służby Powstańczej. W jej pensji mieścił się punkt kontaktowy powstańców. Zbiegniewska była w stałym kontakcie m.in. z powstańczym komendantem miasta Leopoldem Zagórskim i dyrektorem Wydziału Spraw Wewnętrznych Rządu Narodowego Rafałem Krajewskim. Do końca powstania prowadziła wraz z Cecylią Różańską i Emilią Bock akcję tajnych piątków kobiecych we współpracy z warszawskimi strukturami Rady Opiekuńczej, dowodzonymi początkowo przez jej przyjaciółkę Narcyzę Żmichowską. Organizacja działała nie tylko w samym Włocławku, ale na terenie całych Kujaw Wschodnich. Kobiety organizowały zbiórki m.in. ubrań, lekarstw i bandaży. Podobnie jak inne członkinie ruchu, Zbiegniewska ubierała na znak żałoby po poległych czarne palto, szalik i rękawiczki. Na prośbę kanonika katedralnego ks. Karola Zielińskiego Zbiegniewska pomogła zorganizować pogrzeb Franciszka Miecińskiego, poległego powstańca z Włocławka. Nauczycielka przewidywała, że ceremonia przerodzi się w patriotyczną manifestację i obawiała się o bezpieczeństwo swoich uczennic, ale mimo to nie odmówiła księdzu Zielińskiemu. Na pogrzeb przyszło tak wiele osób, że policja nie odważyła się rozpędzić manifestacji.
Zbiegniewska pomagała powstańcom i ich rodzinom także po upadku powstania. Oprócz ww. zbiórki dla rodziny Bechiego, w 1875 roku zorganizowała pomoc i kursy zawodowe dla rodzin zesłańców z Okręgu Wileńskiego powracających z zesłania. Pomogła im założyć sklep spożywczy, dzięki któremu mogli się sami utrzymać. Podobnie jak wiele innych kobiet, już od wybuchu powstania i przez wiele lat po jego upadku nosiła żałobę.

### Nauczycielka domowa, 1876-1914

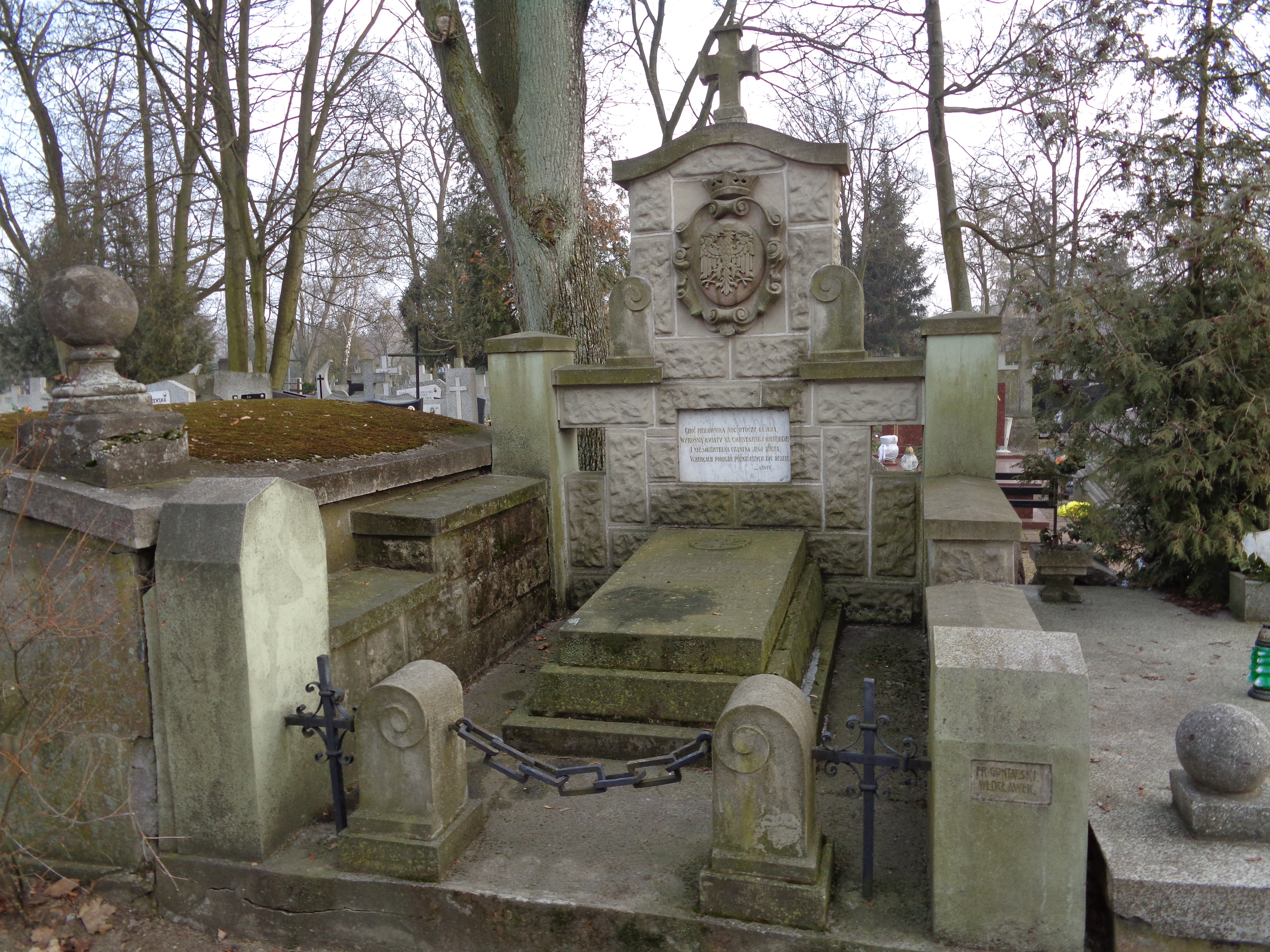
Grób Izabeli Zbiegniewskiej na Cmentarzu Komunalnym we Włocławku

Po zamknięciu pensji, Zbiegniewska do końca życia będzie się utrzymywać z prywatnych korepetycji z literatury i historii Polski. W dalszym ciągu angażowała się w działalność społeczną, m.in. organizowała ochronki dla dzieci. Na rogu ulicy Nowej 12 (3 Maja 12) i Przedmiejskiej założyła dziecięcy teatr amatorski. Sama pisała sztuki na jego potrzeby, a okazyjnie także w nim występowała.
Po śmierci matki zamieszkała w mieszkaniu należącym do pianistki Ludwiki Bouchard (żony malarza Ludwika Boucharda) w drewnianym domu przy ul. Gdańskiej 6, w domu Wincentego Ciechanowicza o numerze hipotecznym 72. Było to tzw. mieszkanie z wyżywieniem. W jej mieszkaniu funkcjonował salon literacki, którego spotkania organizowano w każdy czwartek. Na spotkaniach tych bywali członkowie elity intelektualnej i artystycznej z Włocławka i całej Polski, odbywały się tu dyskusje i koncerty. Sama Zbiegniewska bywała także na salonach innych, m.in. u wspomnianego Ludwika Boucharda przy ul. Wojska Polskiego 4. Jej najbliższą przyjaciółką została wówczas Cecylia Linde. Do jej otoczenia we Włocławku należeli m.in. księża Zenon i Stanisław Chodyńscy oraz doktor i sybirak Józef Chwiećkowski (zamieszkały tu w latach 1870-76), brat tutejszego księdza Martyniana Chwiećkowskiego (zm. 1876). W 1904 roku Towarzystwo Lekarskie Warszawskie ufundowało tablicę pamiątkową ku czci Chwiećkowskiego. Sprawę umieszczenia tablicy we włocławskiej katedrze z sukcesem powierzono Izabeli Zbiegniewskiej. Jej projekt wykonał Ludwik Bouchard, zaś inskrypcję ułożyła sama nauczycielka. Po tym, jak w 1914 r. kapituła katedralna dowiedziała się, że Chwiećkowski był autorem znajdującej się w indeksie ksiąg zakazanych pracy Siła i materja, ks. Stanisław Chodyński dążył do usunięcia tablicy, jednak bezskutecznie.
Postawa Zbiegniewskiej w dalszym ciągu będzie podstawą do represji ze strony władz carskich. W 1884 roku w mieszkaniu Zbiegniewskiej urządzono rewizję. W 1886 roku zabroniono jej udzielania korepetycji, których jednak w dalszym ciągu udzielała potajemnie, nie pobierając za nie opłat. Jedną z jej podopiecznych była wówczas Feliksa Szumańska, późniejsza Dowmont. W podeszłym wieku Zbiegniewska uczyła opiekujące się nią pielęgniarki. Zbiegniewska poznała osobiście, a do końca życia prowadziła korespondencję z wieloma ważnymi osobistościami swojej epoki, takimi jak Adam Asnyk, Stefan Giller, Tytus Maleszewski, Zygmunt Gloger czy wspomniana wyżej Maria Konopnicka. Pod koniec życia swoje listy przekazała Poznańskiemu Towarzystwu Przyjaciół Nauk, Bibliotece Krasińskich w Warszawie i Ossolineum we Lwowie oraz Muzeum Krajoznawczemu we Włocławku.
W ostatnich latach życia była otoczona czcią z uwagi na swoją postawę w okresie powstania styczniowego i po jego upadku. Nazywano ją głową Włocławka. Przez całe życie była gorącą orędowniczką odzyskania przez Polskę niepodległości. Jej byłe uczennice chętnie ją odwiedzały i zwierzały się jej, później przedstawiały jej swoich narzeczonych i mężów, prosząc byłą dyrektorkę o błogosławieństwo. Potajemnie wspierały dyrektorkę finansowo. W 1896 roku odbył się jubileusz 50-lecia pracy pedagogicznej, na który zjechały się byłe uczennice z terenów całej Rosji.

### Choroba, śmierć i pogrzeb, 1904-14
Przez 10 ostatnich lat życia cierpiała z powodu choroby serca, a stan jej zdrowia systematycznie się pogarszał. Miała problemy ze wzrokiem. Mimo to nauczycielka wciąż dużo czytała i śledziła bieżące wydarzenia polityczne. Tuż przed śmiercią doznała zwichnięcia biodra, co znacząco pogorszyło stan jej zdrowia. Doznała sklerozy naczyń wieńcowych. Zmarła po jednodniowej agonii 18 czerwca 1914 roku we Włocławku, 15 minut po godzinie 5-ej po południu. Przed śmiercią opatrzono ją Sakramentami Świętymi.
Nabożeństwa żałobne odbyły się 20 czerwca o godzinie 9-ej rano w Kościele Wszystkich Świętych i 22 czerwca w Kościele św. Jana Chrzciciela, także o 9-ej. W sobotę 20 czerwca o godzinie 17-ej wyprowadzono jej ciało z mieszkania przy ul. Gdańskiej na Cmentarz Komunalny, gdzie spoczęła w grobowcu przy głównej alei (kwatera 49/1/23). W dniu pogrzebu na jej mogile złożono wieniec z napisem Gorącej patriotce. Była uczennica Zbiegniewskiej, Helena Tarczyńska pisze w swoim wspomnieniu, że pogrzeb nauczycielki był skromny, a orszak nieliczny, złożony z najbliższych przyjaciół i najwierniejszych wychowanek. Przyczynę niskiej frekwencji upatruje w tym, że w czerwcu większość włocławian wyjechało już do letnisk i uzdrowisk, a informacja o śmierci dyrektorki dotarła do nich zbyt późno, by zdążyli wrócić na ceremonię. Kilka tygodni po śmierci Zbiegniewskiej wybuchła I wojna światowa, przez co w gazetach nie zdążono opublikować zbyt wielu wspomnień o niej.
Grób Izabeli Zbiegniewskiej, wykonany przez kamieniarza Franciszka Gontarskiego znajduje się pod opieką miasta. Na cokole pomnika umieszczono Godło Polski i fragment wiersza Adama Asnyka, przyjaciela zmarłej. W przeszłości znajdowała się na nim tablica ufundowana przez jej byłe uczennice, która zaginęła w czasie II wojny światowej. Nagrobek Izabeli Zbiegniewskiej uchodzi za jeden z najpiękniejszych zabytków włocławskiego cmentarza. Na początku XXI wieku został odrestaurowany.

## Działalność publicystyczna i literacka
Izabela Zbiegniewska była publicystką i literatką. Jej aktywność twórcza nasiliła się zwłaszcza po zamknięciu jej pensji w 1876 roku. Publikowała prace z zakresu pedagogiki i oświaty. Zebrała i opracowała wspomnienie o generale Józefie Sowińskim. Zapiski te uległy zniszczeniu podczas I wojny światowej, przez co nie zostały opublikowane.  Tworzyła literaturę pod pseudonimem Ella. Publikowała opowiadania w czasopismach Bluszcz, Kłosy, Tygodnik Illustrowany i Magazyn Mód i Powieści. W Bluszczu prowadziła też rubrykę Sylwetki, w której opisywała znanych sobie sławnych literatów i społeczników. Jest autorką powieści Cezara napisanej w 1871 roku i opublikowanej na łamach Bluszczu w 1877 r. Opublikowała własne wspomnienia pt. Karty z pamiętnika i Wspomnienia o S.B. (Stanisławie Bechim). Pod kryptonimem I.Z. wydała pracę Pseudonimy i kryptonimy pisarzów polskich (Wydawnictwo M. Arcta, 1905), cenioną w środowisku historyków bibliografii.

### Opracowywanie spuścizny po Żmichowskiej
Razem z Julią z Bąkowskich Baranowską, a prawdopodobnie także Matyldą Natansonową-Godebską i z pomocą Ludwiki Bouchard przygotowały do druku pośmiertne wydanie listów Narcyzy Żmichowskiej, zawartych w 3-tomowym zbiorze pt. Listy Narcyzy Żmichowskiej do rodziny i przyjaciół, wydanym nakładem księgarni Gebethner i Wolff w latach 1885 (dwa pierwsze tomy) i 1906 (trzeci tom). Korespondencja Żmichowskiej ze Zbiegniewską zawiera się w tomie drugim w rozdziale o tytule Listy do Elli (1857-1876 r.). Publikacja nie ujawniała tożsamości Elli i szerszej publiczności nie było wiadome, do kogo Żmichowska pisała swe pełne czułości listy. Tematykę korespondencji Żmichowskiej, także tej do Elli, poruszył Tadeusz Boy-Żeleński w swoim eseju pt. Romans Gabrielli, po raz pierwszy opublikowanym w Wiadomościach Literackich w 1928 roku. W odpowiedzi autor otrzymał szereg listów od osób poruszonych treścią artykułu. W jednym z nich p. Aniela Morzkowska zidentyfikowała Ellę jako Zbiegniewską, którą znała jako starszą osobę, przełożoną pensji we Włocławku. Boy-Żeleński upublicznił informację w swoim drugim eseju pt. Żywoty miłosne, zamieszczonym numerze 349/1928 Kuriera Porannego. Zbiór esejów nt. Narcyzy Żmichowskiej, wraz z informacją na temat Zbiegniewskiej, umieszczono w publikacji Ludzie żywi z 1929 roku.
Zbiegniewska dokonała też wyboru aforyzmów opublikowanych w pracy pt. Myśli Narcyzy Żmichowskiej, także wydanej przez G. Gebethner i Spółka z okazji 25. rocznicy śmierci poetki w 1901 roku. Wspólnie z Julią Baranowską spisały życiorys Żmichowskiej, zdeponowany obecnie w Bibliotece Jagiellońskiej. Nauczycielka tworzyła bibliografię dzieł i artykułów oraz przepisywała niepublikowane dzieła zmarłej przyjaciółki. Zadbała także o przepisanie ustępów odrzuconych przez cenzurę.

## Życie prywatne
Izabela Zbiegniewska nigdy nie założyła rodziny. W opinii Teresy Sułowskiej-Bojarskiej przyczyną staropanieństwa Zbiegniewskiej było m.in. jej pełne poświęcenie się pracy zawodowej, obciążenie związane z utrzymywaniem przyrodniego rodzeństwa, ubóstwo oraz negatywny stosunek mężczyzn do silnej kobiecej osobowości. Ponadto, w opinii Bojarskiej sama Zbiegniewska także obawiała się związku z mężczyzną. W korespondencji z Narcyzą Żmichowską Zbiegniewska deklarowała, że małżeństwo byłoby ograniczeniem jej aktywności społecznej i zawodowej, co stało w sprzeczności z ideałami Entuzjastek. W czasie powstania styczniowego, nauczycielka była świadkiem tragicznej miłości swojej byłej wychowanki Ilony do Stanisława Bechiego, co także wpłynęło negatywnie na jej stosunek do związku.
Maria Montwiłło, córka jednego z przyrodnich braci Izabeli z drugiego małżeństwa matki, w rozmowie z Teresą Bojarską przyznała, że po upadku powstania jej ciotka korespondowała z zesłańcem syberyjskim. Miała rozważać małżeństwo z więźniem, które ostatecznie nie doszło do skutku z uwagi na dzielącą ich odległość. Montwiłło uważała, że Zbiegniewska była platonicznie zakochana w Stanisławie Bechim.
Tadeusz Boy-Żeleński w przedmowie do zbioru listów Żmichowskiej pt. Narcyssa i Wanda, porównując korespondencję Żmichowskiej z jego matką Wandą Żeleńską z tą ze Zbiegniewską dochodzi do wniosku, że uczucie łączące Żmichowską z tą drugą było bardziej romantyczne. Żmichowska opisuje włocławską nauczycielkę jako kobietę „wysoką, urodną, z grubą koroną czarnych włosów nad czołem”. Kobiety łączyły ponadto liczne wspólne zainteresowania (np. literackie), wspólni znajomi i plany. Żmichowska gorąco zachęcała Zbiegniewską do rozwijania swojej kariery publicystycznej i literackiej.

## Upamiętnienie

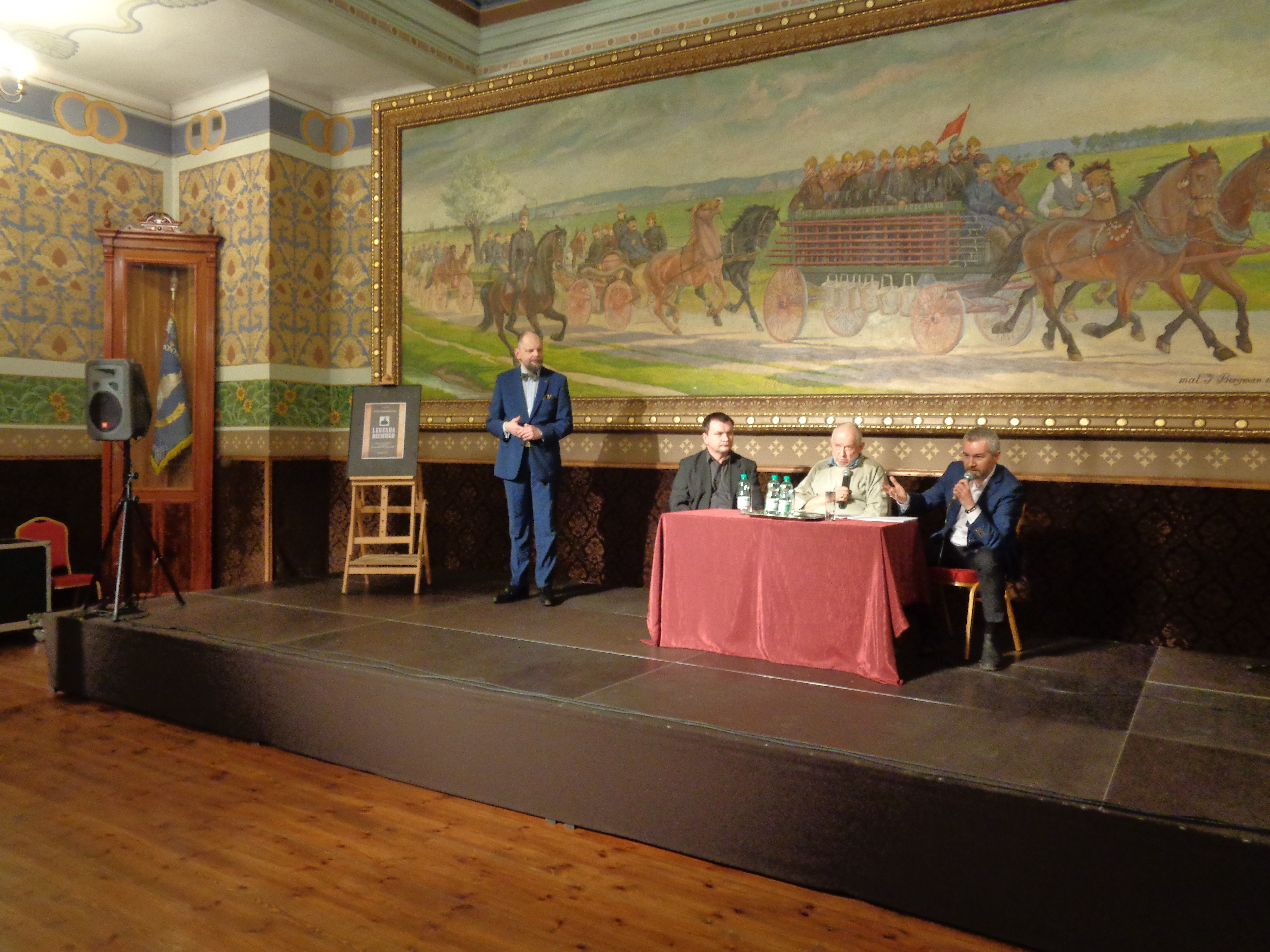
W czasie panelu historycznego pt., włocławscy historycy i krajoznawcy poruszali także temat jego relacji z Izabelą Zbiegniewską

Jest patronką jednej z ulic dzielnicy Południe we Włocławku. W 1926 r. byłe uczennice ufundowały epitafium ku pamięci Zbiegniewskiej nad drzwiami bocznymi włocławskiego klasztoru, dziś już nieistniejące. W 1930 r. we Włocławku zawiązał się Komitet pod przewodnictwem doktora Piaseckiego dla uczczenia pamięci Izabeli Zbiegniewskiej w setną rocznicę jej narodzin. Poświęcono jej wiele prac biograficznych, m.in. wydaną w stulecie jej urodzin Panna Izabela. Ostatnia entuzjastka, będącą efektem prac Komitetu. W ramach serii wydawniczej Włocławianie Miejskiej Biblioteki Publicznej im. Z. Arentowicza we Włocławku wydano książkę pt. Panna Izabela. Włocławskie Towarzystwo Naukowe umieściło jej biogram w pracy Zasłużeni dla Włocławka z 1991 roku, a później w II tomie Włocławskiego Słownika Biograficznego. Jej walka o uwolnienie Stanisława Bechiego została opisana w pracy pt. Wspomnienia o Stanisławie Bechi'm. Bohaterze-Włochu z roku 1863 autorstwa Julii Dickstein-Wieleżyńskiej, wydanej z okazji odsłonięcia pomnika generała w 1924 roku, zaś ogół jej działalności patriotycznej zawarto w opracowaniu Z dziejów powstania styczniowego na Kujawach i Ziemi Dobrzyńskiej z 1989 roku. Teresa Sułowska-Bojarska sportretowała Izabelę Zbiegniewską w swojej powieści pt. Kontredans Kujawski wydanej w 1971 roku, której akcja rozgrywa się na Kujawach w czasie powstania styczniowego. Na potrzeby napisania powieści, Bojarska spotkała się z Marią Montwiłło, bratanicą Zbiegniewskiej i spadkobierczynią pamiątek po niej. Maria Montwiłło oznajmiła Teresie Bojarskiej, że po jej śmierci zawartość skrzyni z pamiątkami po Zbiegniewskiej ma zostać zniszczona. We Włocławku pamięć o bohaterce jest kultywowana m.in. przez wystawy, panele historyczne, sympozja i tzw. Spacerki z przewodnikiem. W 2018 roku zajęła drugie miejsce w plebiscycie na Włocławiankę Stulecia zorganizowanym przez popularną Facebookową grupę Włocławek jaki pamiętamy z okazji 100-lecia odzyskania przez Polskę niepodległości, przed Sabiną Oleradzką a za Zdaną Ludwiką Brandt.